# Out-of-core-algoritme
Indenfor datalogi benyttes betegnelsen out-of-core algoritme, for en algoritme, som bearbejder data, der er for store til at ligge i en computers RAM på en gang.
Out-of-core algoritmer skal være optimeret til effektivt at hente og få adgang til data, der er lagret i langsom hukommelse såsom på harddisken
Et typisk eksempel er geografiske informationssystemer (GIS), især (DEM), hvor det fulde datasæt oftest overstiger flere gigabytes af data.
| Programmering | Spire Denne artikel om datalogi eller et datalogi-relateret emne er en spire som bør udbygges. Du er velkommen til at hjælpe Wikipedia ved at udvide den. |